# Pietro Ghedin
Pietro Ghedin (* 21. November 1952 in Scorzè) ist ein italienischer Fußballspieler und ‑trainer. 
Ghedin war Abwehrspieler und begann seine Karriere beim AC Florenz. 1974 wechselte er zu Lazio Rom und spielte dort bis 1981. Anschließend war er noch für die Vereine AC Pistoiese und AC Siena aktiv und beendete 1985 seine Karriere.
Seit 1987 arbeitet Ghedin für den italienischen Fußballverband. Zunächst trainierte er die U-18-Mannschaft. Bei der Weltmeisterschaft 1990 wurde er als Scout eingesetzt. Zwischen 1993 und 1995 trainierte er die maltesische Fußballnationalmannschaft. Danach war er Co-Trainer der italienischen Nationalmannschaft der Männer. 2005 übernahm er die italienische Nationalmannschaft der Frauen von Carolina Morace. Von 2012 bis 2017 trainierte er die Maltesische Fußballnationalmannschaft.